# Artportal
Az Artportal (Artportál) egy kortárs művészeti hír- és adatbázist tartalmazó portál.

## Története
Az Artportal művészeti adatbázist és hírportált 2003 (helyesen 2002) decemberében hozta létre az Enciklopédia Kiadó, alapítója F. Almási Éva volt. A hazai művészeti élet hírei, interjúk, programajánlók olvashatók a portálon. East art mags címmel négy kelet-európai művészeti hírportál együttműködésében angol nyelvű hírek is olvashatók a weboldalon. 2012-ben a portál új tulajdonoshoz, Kiss Ferenchez került, a weboldal kiadója az Artportal Hungary Kft. lett. 2024 nyarán a portált egyik napról a másikra a tulajdonos halála után az örökös lekapcsolta. Nem elérhető az elmúlt 20 év teljes magyar művészetét átfogó adatbázis és kritikai anyag.

### Lexikon
A weboldal gerincét a 8000 szócikkből álló Kortárs Magyar Művészeti Lexikon (I--III) képezi, melynek kiadója és felelős szerkesztője F. Almási Éva, főszerkesztője Fitz Péter volt. Ezt egészíti ki a lexikonban nem szereplő, illetve a fiatal művészeket bemutató adatbázis (közel 4000 új szócikkel), melyet 2003--2012 között F. Almási Éva szerkesztett (a portál lexikona számos Wikipédia-szócikknek is forrása). A lexikon adatbázisának bővítését a portál, a tulajdonosváltás után, 2012-ben lezárta, így az nem frissül.

## Szerkesztői

### Főszerkesztők[6]
- F. Almási Éva alapító főszerkesztő (2003-2010)
- Rieder Gábor (2010-2013-ig)
- Nagy Gergely (2013-tól)

### Szerkesztők, közreműködők
Rieder Gábor, Cserba Júlia (francia tudósító), Najmányi László, Csizmadia Alexa (angol tudósító), Bognár Péter, Emőd Péter, Sebők Zoltán, Utassy Annamária (spanyol tudósító), Wagner István, Jankó Judit, Barkóczi Flóra, Benedek Kata, Bihari Ágnes, Gócza Anita, Szabó Eszter Ágnes, Cséka György, Gadó Flóra, Gréczi Emőke, Marton Éva, Mesterházy Fruzsina, Mélyi József, Sárai Vanda, Telek-Nay Ágnes

## Elismerése
A weboldal 2007-ben elnyerte az Év honlapja különdíját.